# Iglesia del Salvador (Jaén)
La iglesia de El Salvador es una iglesia de Jaén que se encuentra en uno de los barrios más modernos del norte de la ciudad.
Es sede de la Hermandad del Santo Rosario y Cofradía de Nazarenos de Nuestro Señor de la Pasión Despojado de sus Vestiduras, María Santísima de la Amargura, Madre de la Iglesia y San Juan Evangelista que realiza su estación de penitencia en la tarde el Lunes Santo de la Semana Santa de Jaén.

## Historia
Fue erigida en el año 1985 por el obispo Miguel Peinado Peinado ante la necesidad de llevar nuevos servicios religiosos a los barrios nuevos de la ciudad. Se inauguró el 14 de junio de ese año. 
Después de varias dificultades para conseguir un terreno en el que poder construir el templo y llevar a cabo un acuerdo con el Ayuntamiento para construir aparcamientos públicos, las nuevas instalaciones fueron consagradas por el obispo Santiago García Aracil el 21 de marzo de 2004.

## Arquitectura
La Iglesia se definió a sí misma en el Concilio Vaticano II. Al diseñar este nuevo templo y sus dependencias para la Parroquia de El Salvador de Jaén, se ha querido expresar precisamente esa doble dimensión:
- Por un lado el aspecto comunitario: se trata de acoger a todos los cristianos. Para un momento de reunión para escuchar, la integración y la acogida.
- Por otro, el aspecto testimonial ante la sociedad: se pretende hacer una llamada de esperanza a todo el barrio, y a toda la ciudad de Jaén.

Se cuidan los elementos que configuran propiamente el templo cristiano.
A la mesa del Altar, al Ambón donde se proclama la Palabra de Dios, se ha dado una unidad y un énfasis notable; junto con la Pila Bautismal son los elementos más significativos de la celebración cristiana.
Las vidrieras están realizadas en cemento armado por Ars Vitraria de Zamora. Hay cuatro ventanales en los que se representan a los evangelistas, y otro de mayores dimensiones que está en el coro, en el que aparece el último capítulo del Apocalipsis.
La Parroquia se desarrolla en una superficie de 1000 m² Con una planta baja destinada al Templo, Sacristía y Capilla del Santísimo, y una primera planta donde se ubican las dependencias complementarias destinadas a despachos, catequesis, salón de actos, coro, almacenes, etc.
La planta del templo es de tipo basilical con una nave central. El templo se desarrolla según un eje longitudinal que va desde la fachada principal, ubicada junto a la zona ajardinada de la calle Goya, hasta la zona del Presbiterio y Sacristía, más próxima a la calle Santa Alicia.
Aprovechando la forma del solar, que es trapezoidal, se diseñó un eje perpendicular al eje Eucarístico, descrito, por un eje penitencial rematado por la Capilla Penitencial que se junta con la nave menor de la derecha. Estos dos ejes perpendiculares (a modo de cruz) permiten organizar la planta del templo y relacionar los elementos que la componen, bien por jerarquía, simetría, contraposición, etc.
Uno de los aspectos que más ha sido cuidado es el de la luz natural. Los materiales proyectados son principalmente la piedra, el hormigón, la madera y el vidrio, conjugando los más tradicionales con los más actuales.

## Ficha técnica
- Arquitecto: Pedro Esteban Cámara Ramos.
- Aparejador: Antonio María Pérez.
- Constructora: Construcciones Calderón S.L.
- Financiación: Caja Rural de Jaén.
- Vidrieras: Ars Vitaria.
- Partes artísticas: Antonio Hervás Amezcua.
- Carpintería: Bancos Beato.
- Campana: Caresa.